# 체리새우
체리새우는 타이완이 원산지인 담수 새우의 한 일종이다. 또한 다 자란 체리새우는 길이가 약 4cm에 달한다. 수초와 함께 있을 때 안전함을 느끼며 수소 이온 농도(pH) 6.5 ~ 8, 14~29도(22도 정도)의 깨끗한 물을 선호한다.